# Avril 1701

## Évènements

### France
- 18 avril, Enquête sur les papeteries, une des principales Enquêtes statistiques de l'Ancien Régime.

### Royaume-Uni
- Guillaume III d'Angleterre reconnait Philippe de France comme nouveau roi d'Espagne, dans la Guerre de Succession d'Espagne.

### Japon
- Condamnation du daimyô, Asano Naganori, au suicide rituel.

## Naissances
- 2 avril : Naissance de Anne Pierre d'Harcourt, fils de Henry d'Harcourt.
- 27 avril : naissance de Charles-Emmanuel III de Sardaigne à Turin.

## Décès
- 4 avril : décès de Guillaume Couture, premier colon de la Pointe-Lévy (Lévis) à Québec.
- 4 avril : décès de Joseph Haines, dramaturge anglais.
- 13 avril : décès de Jacques Le Paulmier, militaire français.